# كأس السوبر الإفريقي 1999
كأس السوبر الأفريقي 1999 هي النسخة السابعة من كأس السوبر الأفريقي، وهي مباراة سنوية تجمع بين الفائز بدوري أبطال أفريقيا والفائز بكأس أفريقيا للأندية أبطال الكؤوس. كانت المباراة بين أسيك ميموزا من ساحل العاج والترجي من تونس الفائز بدوري أبطال أفريقيا والجيش الملكي المغربي الفائز بالكونفدرالية. أقيمت المباراة في ملعب فيليكس هوفويت-بواني بساحل العاج.

## الفرق
| الفريق                 | المنطقة      | الوصول                                    | وصول سابق (الخط الغليظ يشير إلى بطل تلك النسخة) |
| ---------------------- | ------------ | ----------------------------------------- | ----------------------------------------------- |
| أسيك ميموزا            | غرب أفريقيا  | بطل دوري أبطال أفريقيا 1998               | 0                                               |
| الترجي الرياضي التونسي | شمال أفريقيا | بطل كأس أفريقيا للأندية أبطال الكؤوس 1998 | 1 (1995)                                        |

## النتيجة
| أسيك ميموزا | 3–1 | الترجي الرياضي التونسي |
| ----------- | --- | ---------------------- |
|             |     |                        |